# Lista de personagens de Detetives do Prédio Azul
A seguir se apresenta a lista de personagens de Detetives do Prédio Azul, uma série de televisão brasileira produzida pela Conspiração Filmes e exibida pelo canal de televisão Gloob desde 15 de junho de 2012, inaugurando o canal. A atração é exibida pelo canal desde sua estreia, sendo a primeira produção original do Gloob.

## Os detetives

### Primeira geração
- Camila Cristina Cajueiro (Mila) (Letícia Pedro; temporadas 1–7): Dona da capa vermelha, é a mais forte dos três, mas também a mais gulosa, o que a coloca em algumas encrencas. Sempre morou no Prédio Azul. Um dia Mila descobre que sua família é envolvida com magia e vai embora para Ondion estudar na escola de bruxos Ibigon ao fim da 7ª temporada, para aprender mais e destransformar sua mãe que virou planta. É afilhada de Leocádia, que é sua guardiã. Seu amuleto de proteção são as baquetas de sua antiga bateria.
- Antonio Paz (Tom) (Caio Manhente; temporadas 1–6, faz participações na temporada 7): É o D.P.A. da capa verde. O mais esperto de todos, é ele quem cria as regras do clubinho e as invenções que ajudam nas investigações. Sua mãe Rafaela, por causa de sua educação hindú e alternativa, o proíbe de comer carne, chocolate e outros doces. Tom não gosta de histórias assustadoras e pode ser o mais medroso do grupo, mas é capaz de vencer o medo pelos amigos. Ele vai embora junto com a sua mãe para a Índia, no começo da 7ª temporada.
- Cícero Capim (Capim) (Cauê Campos; temporadas 1–6, faz participações nas temporadas 7 e 12): Com a capa amarela assumiu lugar de João (fato que foi mencionado no livro "Primeiros casos"), é o mais valente e brincalhão do trio. Ele é o mais novato ente o trio. Acha muitas pistas, mas sempre tira conclusões precipitadas. É filho de Severino o porteiro. Adora histórias de terror e quer ser um escritor quando crescer. Nos primeiros episódios da 7ª temporada, deixa os amigos para jogar na seleção júnior do São Paulo, mas volta no fim da temporada para o casamento do pai.

### Segunda geração
- Filippo Tomatini (Pippo) (Pedro Motta; temporadas 7–14): Assume a capa verde. Agitado, atirado e sempre otimista, ele não calcula bem as coisas antes de agir. Pippo é apaixonado por comida e culinária, principalmente tomate e ketchup, e está sempre com um lançador de molho de tomate no bolso. No final da 14ª temporada, ele vai embora para a Itália junto com o seu pai, Salvatore Tomatini.
- Bento Prata (Anderson Lima; temporadas 7–12): Fica com a capa amarela. Racional e muito desconfiado, ele custa a crer na existência de um mundo mágico dentro do prédio e procura uma explicação científica para tudo. Anda sempre com uma fita métrica na mão. Bento mora no apartamento 333. No final da 12ª temporada, vai embora para o Chile junto de seus pais.
- Solange Madeira (Sol) (Letícia Braga; temporadas 8–14, fazia participações na temporada 7): Veste a capa vermelha. É uma garota esperta, curiosa e cheia de animação. Possui um par de óculos superequipados que veem através dos objetos e tiram fotos. Recebe a capa vermelha de Mila no último episódio da 7ª temporada. É a enteada de Severino e meia-irmã caçula de Capim. No final da 14ª temporada, vai embora para os Estados Unidos morar com o pai.

### Terceira geração
- Max Macieira (Samuel Minervino; temporadas 13–20): Assume a capa amarela. Adora esportes, especialmente basquete, é muito esperto e animado. É surpreso e impressionado com as coisas mágicas e estranhas que acontecem no prédio. Morava no apartamento 333, mas se mudou para o 221 após a chegada de Rubia Bizancio Vega. Na 20ª temporada  deixa o prédio.
- Maria Flor Campos Madeira (Flor) (Nathália Costa; temporadas 15–18, fazia participações na temporada 14): Assume a capa vermelha. É prima da detetive Sol. Morava em uma fazenda em Minas Gerais com sua mãe Janaina, mas foi para o Prédio Azul para estudar na cidade. É uma menina muito esperta e corajosa. Sabe tudo sobre flores e se preocupa muito com o meio ambiente. Na metade da 18ª temporada, decide voltar para a fazenda com seu pai.
- Zeca de Lima (Stéfano Agostini; temporadas 15–22): Assume a capa verde. Mora com sua mãe Laila a roqueira. Dono do bordão "o pior perigo é o que a gente não vê", ele tem mania de limpeza e pavor de germes. Anda sempre com álcool em gel no bolso.

### Quarta Geração
- Mel Madeira Capim (Emilly Puppim; desde a temporada 18): Assume a capa vermelha. É filha de Severino e Sissineide, adotada após seus pais falecerem em um acidente de carro. Filha de mágicos de circo, adora escrever e tem uma caneta "mágica" cheia de truques.
- Roque (Kauã Torres; desde a temporada 21): Assume a capa amarela. É filho de Maju e Francisco, que se mudam de saquarema para o prédio. O novo detetive, é surfista, falante e bastante tranquilo, apesar de ser impulsivo. Ele tem uma câmera escondida em sua parafina que é usada para as investigações do trio.

## Outros personagens principais

### Atuais
- Leocádia Leal (Tia Leocádia) (Tamara Taxman nas temporadas 1–10; Cláudia Netto desde a temporada 11)[4]: Bruxa e síndica do prédio azul, é rival dos detetives, inferniza a todos os moradores, além de explorar o pobre Severino o quanto pode. Leocádia pode parecer rígida e egoísta, mas é apenas solitária. Está sempre fazendo feitiços para se dar bem ou para disputar com as crianças, parece detestá-los, mas ela mostra preocupação e fé pelos meninos, especialmente quando há outras bruxas e bruxos perigosos por perto. Seu interesse amoroso atual é seu pretendente Theobaldo, mas para causar ciúmes no mago, Leocádia já até mesmo chamou Albert Einstein, o gênio da humanidade. Ela não admite, mas é tão apaixonada por Theobaldo quanto ele é por ela. Na 10° temporada, arruma uma nova amiga, Marga, a síndica do prédio amarelo (que na verdade é uma terrível bruxa), e no último episódio da temporada, Leocádia muda totalmente de corpo graças a uma picada de aranha de Marga e se torna cada vez mais malvada. Na 11ª temporada, causa muita dor de cabeça nos moradores do Prédio Azul, mas é em fim curada. Já na 12ª temporada, tem a ideia de transformar o Prédio Azul em um hotel para bruxos de Melondion. E na 13ª temporada, tem a ideia de abrir a Cantina Tomatini sendo sócia do maior cozinheiro do prédio.
- Severino Capim (Sessê/Tio Sessê) (Ronaldo Reis; desde a temporada 1): É o pai de Capim e porteiro do prédio. Homem de fé, ele é muito simpático e querido, nunca levantando a voz com ninguém. Apesar disso, se desespera fácil e Dona Leocádia o tira do sério com suas irritantes ordens. Tão ou mais guloso que Mila, seu apetite já o fez cair em vários problemas, além de sempre acabar vítima de alguma confusão mágica. No mais, Severino é um homem simples, mas mesmo ele tem suas surpresas! Já chegou a dar aulas de kung fu para as crianças e revelou que Gilberto Gil é padrinho de Capim. Se casou com Sissineide e virou padrasto de Sol, a 2ª detetive da capa vermelha.
- Alberta Leal (Vó/Bisa Berta/Dona Berta) (Suely Franco; desde a temporada 5)[5]: Surge na quinta temporada em "O Quadro ". É a avó de Leocádia. Z.Z. a aprisionou num quadro e Leocádia nunca conseguiu tirá-la de lá. Ela sabe muito sobre feitiços e às vezes é bem arrogante, especialmente quando lembra que a neta é uma bruxa fracassada. Fica irritada também quando Leocadia trata mal seu prometido, Theobaldo. Apesar de ser a bruxa mais antiga do prédio, Berta ajuda os detetives quando necessário.
- Theobaldo Trons (Theobaldo/Tio Theo) (Charles Myara; desde a temporada 7): Mencionado nas temporadas 5 e 6, finalmente aparece na 7ª temporada. Theobaldo é um mago meio dragão que chega ao prédio para morar na casa de D. Leocádia. Apesar de Vó Berta fazer de tudo para que os dois se casem, a neta não quer nem saber da história. Depois de ter seu armazém original destruído em um incêndio, Theobaldo monta uma nova loja no porão do prédio e passa a dormir no sofá de Leocádia. Se dá bem com todos os moradores e ajuda as crianças de tempos em tempos, porém, quando deixa seu amor pela síndica fala mais alto, pode sem querer causar problemas aos detetives. Fica quase sem poderes na 11º temporada, mas faz o possível para proteger sua amada. Na 12ª temporada, cria a cura para a doença em Melondion.
- Sissineide Madeira Capim (Sissi) (Carol Futuro; desde a temporada 8 , fazia participações na temporada 7): A personal stylist chega ao prédio Azul e encanta o porteiro Severino. Eles se casam no último episódio da 7ª temporada e ela passa a morar no Prédio Azul com sua filha.
- Arthur Macieira (Tatsu Carvalho; temporada 13-16): É o pai de Max e marido de Tina. Ama esportes e é personal trainer na academia do bairro.
- Tina Macieira (Cintia Rosa; temporadas 13-20): É a mãe de Max e esposa de Arthur. É médica e trabalha em um hospital.
- Laila (Júlia Tavares; desde a temporada 15): É a mãe de Zeca. É roqueira e trabalha fazendo shows.
- Rúbia Leal Bizâncio Vega (Anna Sophia Folch; temporadas 12 e 13, e desde a temporada 15): É a mãe de Berenice e Brisa e esposa de Rubão, apareceu em dois episódios nas temporadas 12 e 13. Já foi mencionada algumas vezes na série. Fica grávida de Brisa e foi cuidada por Amaranta.
- Brisa Bizâncio Vega (Cléo Faria; desde a temporada 16): É a irmã mais nova de Berenice, filha de Rúbia e Rubão, é mimada e ajuda na missão do novo portal.
- Frank Fracassorium (Gustavo Gasparini, desde a temporada 17): É o empresário de Leocádia que a ajuda a seguir sua carreira de cantora.
- Zelda Gurmadion (Aline Fanju; temporada 19) É a irmã gêmea de Zilda, e aparece no prédio em forma de gato para impedir a produção do antídoto para a fumaça roxa causada por buzi buzi com o auxilio de sua irmã Zilda.
- Zilda Gurmadion (Aline Fanju; temporada 19) É a irmã gêmea de Zelda, e também tenta impedir a produção do antídoto para a fumaça roxa causada por buzi buzi com o auxilio de sua irmã Zelda.
- Bruxa Corola (Patrícia Pinho; temporada 20) É uma bruxa coruja que aparece no prédio graças a abertura de um novo porão feita por Brisa o objetivo dela é chegar ao portal para liga-lo ao reino de Nublon para que todos os seres voadores possam passar livremente para o Prédio Azul.  Para isso sequestra Leocádia e se passa por ela para ninguém perceber sua ausência e executar seu plano sem ninguém desconfiar , Enquanto mantêm a sindica presa no novo porão.

### Anteriores
- Rafaela Paz (Elisa Pinheiro; temporadas 1 e 5–6): É a mãe de Tom. Ela parece uma hippie e adora inventar moda, meditar, fazer ioga, além de quase nunca ficar estressada, não importa a situação.[6] É vegetariana e não deixa seu filho comer qualquer coisa que contenha carne ou açúcar. Sabe que Carlos Eduardo gosta dela e mostra sentir o mesmo, mas quando ele põe o bolso antes do coração, mesmo Rafaela perde a paciência! Seu romance com Carlos Eduardo termina quando ela vai embora para a Índia com o filho, no começo da 7ª temporada.
- Beatriz (Bia) (Georgiana Góes; temporada 2)[7]: É a madrinha de Tom, vive em uma fazenda, fala com sotaque caipira e nunca foi a uma praia. Quando Rafaela viajou para a Índia no final da primeira temporada, Bia veio cuidar de Tom. Na terceira, é substituída por Bel.
- Isabel (Bel) (Priscila Assum; temporadas 3–4): A prima gaúcha de Tom, vem para cuidar dele enquanto Rafaela está na Índia. Por estar fazendo doutorado, é viciada em estudar e quase nunca sai de casa. Por conta disso, os moradores acham que ela não tem vida social. Mesmo assim, arruma tempo para participar de atividades com as crianças e desviar dos avanços de Carlos Eduardo. Despede-se do prédio assim que Rafaela retorna.
- Carlos Eduardo Cajueiro (Cadu) (Rodrigo Candelot; temporadas 1–7): O estressado pai de Mila só pensa em trabalho, economia e em pagar suas contas, o que faz os demais moradores o acharem um pão-duro. Mas, por conta disso, é muito bom em matemática. Ele tem dificuldades em aceitar o mundo magico, apesar de ter se casado com a damia Anette (mãe de Mila). Parece não dar muita atenção à sua filha, mas a adora e, sempre que pode, ajuda as crianças. Tem uma queda por Rafaela, apesar de já ter dado em cima de Bel. Vai embora com Mila para acompanhá-la nos estudos em Ondion.
- Lena Prata (Miriam Freeland; temporadas 7–12): Mãe de Bento e artista plástica. Adora pintar, esculpir e dar aulas. É bagunceira, avoada e está sempre de bem com a vida.
- Ptolomeu Prata (Ptô) (Luciano Quirino; temporadas 7–12): Pai de Bento, ele trabalha como professor e astrônomo, estando sempre com a cabeça na lua e nos livros.
- Berenice Bizâncio Vega (Berê) (Nicole Orsini; temporada 9 e 11-19): Sobrinha-neta de Leocádia, é uma aprendiz de feiticeira que aparece na nona temporada e causa muitas confusões depois que passa a morar no prédio. Geniosa, impulsiva e, por vezes, egoísta e ciumenta, é como uma mini-Leocádia. A personagem aparece durante a 9ª temporada, sai no último episódio e retorna na 11ª temporada, quando Leocádia começa a enlouquecer a todos depois da maldição de Marga, para ajudar a salvar a tia. Embora não seja membro oficial dos detetives, Berenice, por vezes, se apresenta como detetive da capa roxa. É uma outra rival dos detetives.
- Bruxa Marga (Luciana Braga; temporada 10): Síndica do prédio amarelo e prima de Z.Z, é outra bruxa rival de Leocádia, primeiro se fazendo de amiga, mas depois causando enormes problemas para ela, Theobaldo e os detetives. É a vilã principal da décima temporada! Sua marca registrada é o desenho de uma Aranha. Ao ser derrotada e transformada em aranha, ela pica Leocádia e a amaldiçoa para nunca mais ser a mesma.
- Nicanor (Tadeu Mello; temporada 13): É um bruxo que aparece na 13ª temporada. Começa a trabalhar como garçom na Cantina Tomatini. Odeia bastante a Leocádia e os detetives, apelidando eles de "detestáveis". Ele é o principal antagonista da 13ª temporada junto com o seu mestre Escorpionte. Causou muita dor de cabeça para os detetives, e também para o Theobaldo e a Leocádia. Após ser derrotado, transformado em um galo pela Berenice, ele come o Escorpionte, matando-o. Após isso, Theobaldo transforma ele em um ovo.
- Tobby (José Victor Pires; temporadas 14-19): É afilhado de Theobaldo e amigo e interesse amoroso de Berenice. Ele é um aprendiz de mago que chega no prédio para estudar magia com os Theobaldo e Berenice. No fim da temporada ele vai embora pra Ondion.Na temporada 19 ele volta para o prédio para ajudar Theobaldo e Berenice a salvar Ondion das gêmeas Zilda e Zelda Gourmadion e no fim da temporada vai embora de vez para Ondion acompanhado de sua atual namorada Berenice.
- Salvatore Tomatini (Seu Tomatini) (Sávio Moll; temporadas 7–14: É o pai de Pippo. Homem alegre e cozinheiro de mão cheia, seu molho de tomate e deliciosos pratos fazem sucesso no prédio e encantam até Dona Leocádia. Inaugura a Cantina Tomatini na 13ª Temporada. No fim da 14ª Temporada ele vai embora do prédio junto com Pippo para a Itália.
- Amaranta (Pia Manfroni; temporada 15): Foi a cuidadora de Rúbia e rival dos detetives.

## Personagens recorrentes

### Atuais
- Ferocatus: (voz de Marcelo Garcia; desde a temporada 7) É o gato múmia mágico de Theobaldo que já pertenceu à Cleópatra. Dentro dele esta guardado o amuleto Bundun que tem o poder de duplicar o poder de seu usuário. Em geral, é de pouca ajuda, mas, de vez em quando, da ajuda ao dono e às crianças.

### Anteriores
- Madame Esmeralda (Luisa Thiré; temporadas 1–6): "Amiga" de Leocádia, é uma vidente espanhola que, no máximo, sabe "portunhol". Apesar de ter aparecido no prédio para tirar proveito da síndica em pelo menos duas oportunidades, ainda tem preocupação por Leocádia e a avisa do duelo contra Z.Z. na 6ª temporada.[8]
- Delegado Borges (Luca de Castro; temporadas 3–6): Um policial sério que Leocádia conhece e a visita de vez em quando no prédio azul. Borges serve como interesse amoroso recorrente para a bruxa nas temporadas 3 a 6, apesar de não levar os sentimentos dela muito a sério. Geralmente vai ao prédio para comer ou para alguma investigação que termina sendo resolvida pelos detetives. A sua última aparição foi no episódio "Cleópatra" da sexta temporada. Em um especial "Som do D.P.A" disponibilizado exclusivamente nas plataformas digitais, Leocádia abre um álbum e a foto de Borges é a primeira da lista de pretendentes.
- Carlos Jorge (CJ) (Jaime Leibovitch; temporadas 4–6): É o avô de Mila. Veio cuidar dela na quarta temporada, quando Carlos Eduardo foi à Brasília procurar emprego. É um explorador que já conheceu o mundo todo e guarda muitos segredos. Agia como um interesse amoroso secundário para Leocádia, apesar de não suspeitar (ou não demonstrar saber) que ela seja uma bruxa. É insinuado que ele é um dos únicos adultos a saber sobre magia. Retorna em um episódio da quinta temporada.
- Zoraida Zorga (Z.Z.) (Bia Sion; temporadas 5–10)[9]: É uma bruxa muito perigosa que sempre tenta eliminar Leocádia e destruir o quadro de Berta para se tornar a bruxa mais poderosa e poder abrir o portal de Ondion e trazer todos os bruxos malignos para o prédio azul. Causa muita dor de cabeça para a síndica e as duas primeiras gerações de detetives, sendo a principal antagonista das temporadas 5 a 7. Ela acaba seno derrotada por Mila, Leocádia, Berta e Theobaldo, sendo transformada em um cacto e plantada no meio do deserto. A vilã retorna na décima temporada e se une com Marga, já que elas também são primas, e é de novo derrotada, mas dessa vez ela é transformada em pedra, o que é uma transformação irreversível.
- Bruxa Sibila (Luiza Mariani; temporada 8): Conhecida de Theobaldo e produtora de essência de perfumes mágicos, pode se transformar em uma serpente e enfeitiçou o seu primo, o bruxo Heidrum, com um chocalho mágico. Ela também tenta capturar o bebê Boris e roubar o amuleto mágico misterioso, além de quase devorar Ferocatus. É a principal antagonista da temporada 8.
- Bóris (Miguel Bersot (bebê); André Lamoglia (adulto); temporadas 8–9) É um bebê que aparece no Prédio Azul com um um amuleto misterioso. No começo da 9ª temporada, revela que, na verdade, é um bruxo já jovem, e vai embora para Ondion, deixando o amuleto com Theobaldo.
- Joca, Dudu e Lia (Dudu Varello, Kaik Brum e Giulia Gatti, respectivamente; temporadas 9–11): São as crianças do prédio amarelo, rivais dos detetives que moram no prédio vizinho. Estão quase sempre em conflito com Bento, Pippo, Sol e até mesmo com Berenice. Apareceram em alguns episódios durante a segunda geração do programa, mas já foram mencionados algumas vezes pelas crianças da primeira geração.
- Bruxo Heidrum (Henrique Taxman; temporadas 8–9): É um bruxo que apareceu no Prédio Azul pedindo ajuda a Theobaldo, pois sua prima Sibila lhe colocou um chocalho mágico que não parava de balançar. Volta na nona temporada se disfarçando de carteiro, entregando cartas mágicas para paralisar todo mundo e pegar o amuleto que está em Ferocatus. É derrotado por Theobaldo e os detetives, se transformando em estátua e depois em um papagaio mensageiro, destinado a mandar e entregar recados para as pessoas até o fim de sua vida. Contudo, no último episódio da nona temporada, volta como um entregador de doces, ajudando a Bruxa Cascuda a entrar no prédio e tentar abrir o portal.
- Marc (Marcos Mion; temporadas 9–10): É o bruxo das tatuagens que apareceu pela primeira vez na nona temporada com tatuagens que transformam pessoas em seus servos, com a intenção de abrir o portal de Ondion. Volta na décima temporada ajudando Marga e ZZ, usando suas tatuagens em Berta para deixá-la malvada. Assim que completa a missão, vai embora para o reino de Armadion, o reino inimigo de Ondion, onde moram os bruxos malignos. Não é visto de novo após a derrota de Marga e ZZ.
- Miss Holly (Bruxa Hilda/Bruxilda) (Taís Araújo; temporada 9): É uma bruxa que aparece na nona temporada como uma decoradora americana que estava responsável pela decoração do aniversário da Berenice. Enfeitiça Berenice para que ela pegue o amuleto de Ferocatus. É transformada em cupcake por Leocádia, Theobaldo e Berenice.
- Bruxa Cascuda (Cristiane Amorim; temporada 9): Com a ajuda do Bruxo Heidrum, entra no Prédio Azul como uma barata, que rasteja até chegar no portal do apartamento 333. Com isso, sequestra Berenice com o intuito de fazê-la ajudar a abrir o portal. É atacada pelos Detetives com inseticida e derrotada. É transformada em pedra por Berenice.
- Bruxo Escorpionte (voz de Élcio Romar; temporadas 8 e 13): É um bruxo escorpião que entrou no corpo de Severino na 8ª Temporada. Volta na 13ª Temporada, como o mestre de Nicanor a procura do camafeu de Berta, para conseguir abrir o portal de Ondion.
- Marcello (João Vitti; temporada 13): É um dono de um restaurante concorrente da Cantina Tomatini, rival do Tomatini e do Theobaldo, apaixonado pela Leocádia.
- Gylon (Thiago Fragoso; temporada 13): É um bruxo de Armadion com poderes de gelo que aparece na temporada 13 e congela várias pessoas atrás do camafeu de Berta para abrir o portal pra Ondion. No final de tudo, é transformado em água pela Berenice e os detetives.
- Rubão Bizâncio Vega (Alcemar Vieira; temporada 12): Ele é o pai de Berenice e esposo de Rúbia. Tem uma fábrica de vassouras mágicas em Ondion. Apareceu em um episódio na temporada 12. Já foi mencionado algumas vezes na série. Volta na 15 temporada para ver sua filha recém-nascida, Brisa Bizâncio Vega.
- Terêncio (temporada 14) É o Wunggy de estimação de Tobby que se perde e é encontrado por Leocádia. Tobby já o recuperou. No fim da temporada ele volta pra Ondion com o Tobby.